# Éder (calciatore 1987)
Ederzito António Macedo Lopes, meglio noto come Éder (Bissau, 22 dicembre 1987), è un ex calciatore guineense naturalizzato portoghese, di ruolo attaccante. Con la nazionale portoghese è diventato campione d'Europa nel 2016.
Ha partecipato ad un'edizione del campionato mondiale (2014) e ad una del campionato europeo (2016), vincendo quest'ultimo segnando la rete decisiva in finale, permettendo al Portogallo di alzare il suo primo trofeo continentale.

## Carriera

### Club
Compie il suo esordio da calciatore professionista nel 2007 tra le file del Tourizense. A fine stagione, dopo aver giocato tutto il campionato con un ottimo rendimento, viene acquistato dall'Académica.
Nel 2012 passa al Braga, dove, dopo un campionato d'esordio ad alte medie realizzative, non riesce a riconfermarsi in quello successivo, anche a causa di un infortunio ai legamenti che lo costringerà a saltare buona parte della stagione. Rientra in campo il 13 aprile, per le ultime cinque partite di campionato, nelle quali metterà a segno due gol. Nel mese di giugno viene inserito dal CT portoghese Paulo Bento nella lista dei convocati per i Mondiali 2014 in Brasile.
Il 1º luglio 2015 viene acquistato per sette milioni di euro dai gallesi dello Swansea City, con cui firma un contratto triennale. Il 1º febbraio 2016 viene ceduto in prestito al Lilla, e il 24 maggio 2016 viene riscattato dalla squadra francese.
Il 23 agosto 2017 passa in prestito con diritto di riscatto ai russi del Lokomotiv Mosca, con cui nel 2017-2018 si laurea campione di Russia. È suo il gol del successo interno per 1-0 contro lo Zenit San Pietroburgo alla penultima giornata, decisivo per la vittoria della Prem'er-Liga. Il 20 settembre 2020, in occasione del match di campionato contro il Tambov vinto per 1-0, gioca la sua partita numero 100 con la maglia dei Loko.
Il 25 luglio 2022, dopo una breve parentesi nel club arabo Al-Ra’ed, si ritira dal calcio giocato.

### Nazionale
L'11 settembre 2012 ha debuttato con la nazionale portoghese entrando all'87º al posto di Hélder Postiga, in una partita valida per le qualificazioni al mondiale 2014, giocata contro Azerbaigian. Il 16 giugno 2015 durante l'amichevole di Ginevra contro l'Italia segna la sua prima rete in nazionale, decisiva nella vittoria per 1-0.
Nel maggio 2016 viene convocato dal CT Fernando Santos per gli Europei 2016 in Francia. Dopo due presenze nel primo turno negli ultimi minuti contro Islanda ed Austria, subentra a Renato Sanches nella finale contro la Francia segnando, al 109', il gol che decide la partita e consegna al Portogallo il primo titolo europeo della sua storia.

## Statistiche

### Presenze e reti nei club
Statistiche aggiornate al 22 maggio 2022.
| Stagione               | Squadra                | Campionato             | Campionato | Campionato | Coppe nazionali | Coppe nazionali | Coppe nazionali | Coppe continentali | Coppe continentali | Coppe continentali | Altre coppe | Altre coppe | Altre coppe | Totale | Totale |
| Stagione               | Squadra                | Comp                   | Pres       | Reti       | Comp            | Pres            | Reti            | Comp               | Pres               | Reti               | Comp        | Pres        | Reti        | Pres   | Reti   |
| ---------------------- | ---------------------- | ---------------------- | ---------- | ---------- | --------------- | --------------- | --------------- | ------------------ | ------------------ | ------------------ | ----------- | ----------- | ----------- | ------ | ------ |
| 2006-2007              | Tourizense             | SL                     | 7          | 1          | TP              | 1               | 0               | -                  | -                  | -                  | -           | -           | -           | 8      | 1      |
| 2007-2008              | Tourizense             | SL                     | 34         | 10         | TP              | 1               | 0               | -                  | -                  | -                  | -           | -           | -           | 35     | 10     |
| ago. 2008              | Tourizense             | SL                     | 1          | 0          | TP              | 1               | 0               | -                  | -                  | -                  | -           | -           | -           | 2      | 0      |
| Totale Tourizense      | Totale Tourizense      | Totale Tourizense      | 42         | 11         |                 | 3               | 0               |                    | -                  | -                  |             | -           | -           | 45     | 11     |
| 2008-2009              | Académica              | PL                     | 24         | 1          | TdP+TdL         | 0+3             | 0               | -                  | -                  | -                  | -           | -           | -           | 27     | 1      |
| 2009-2010              | Académica              | PL                     | 22         | 4          | TdP+TdL         | 2+3             | 1+1             | -                  | -                  | -                  | -           | -           | -           | 27     | 6      |
| 2010-2011              | Académica              | PL                     | 21         | 2          | TdP+TdL         | 5+1             | 3+0             | -                  | -                  | -                  | -           | -           | -           | 27     | 5      |
| 2011-2012              | Académica              | PL                     | 16         | 5          | TdP+TdL         | 4+2             | 2+0             | -                  | -                  | -                  | -           | -           | -           | 22     | 7      |
| Totale Académica       | Totale Académica       | Totale Académica       | 83         | 12         |                 | 20              | 7               |                    | -                  | -                  |             | -           | -           | 103    | 19     |
| 2012-2013              | Braga                  | PL                     | 18         | 13         | TP+TL           | 3+3             | 2+0             | UCL                | 7                  | 0                  | -           | -           | -           | 31     | 15     |
| 2013-2014              | Braga                  | PL                     | 13         | 3          | TdP+TdL         | 2+0             | 1+0             | UEL                | 1                  | 0                  | -           | -           | -           | 16     | 4      |
| 2014-2015              | Braga                  | PL                     | 29         | 10         | TdP+TdL         | 7+3             | 4+0             |                    | -                  | -                  |             | -           | -           | 39     | 14     |
| Totale SC Braga        | Totale SC Braga        | Totale SC Braga        | 60         | 26         |                 | 18              | 7               |                    | 8                  | 0                  |             | -           | -           | 86     | 33     |
| 2015-gen. 2016         | Swansea City           | PL                     | 13         | 0          | FACup+CdL       | 0+2             | 0               | -                  | -                  | -                  | -           | -           | -           | 15     | 0      |
| gen.-giu. 2016         | Lilla                  | L1                     | 13         | 6          | CF+CdL          | 0+1             | 0               | -                  | -                  | -                  | -           | -           | -           | 14     | 6      |
| 2016-2017              | Lilla                  | L1                     | 31         | 6          | CF+CdL          | 4+1             | 1               | UEL                | 1                  | 0                  | -           | -           | -           | 37     | 7      |
| Totale Lille           | Totale Lille           | Totale Lille           | 44         | 12         |                 | 6               | 1               |                    | 1                  | 0                  |             | -           | -           | 51     | 13     |
| 2017-2018              | Lokomotiv Mosca        | PL                     | 18         | 4          | KR              | 1               | 0               | UEL                | 9                  | 0                  | -           | -           | -           | 28     | 4      |
| 2018-2019              | Lokomotiv Mosca        | PL                     | 22         | 1          | KR              | 6               | 2               | UCL                | 6                  | 0                  | SR          | 1           | 0           | 35     | 3      |
| 2019-2020              | Lokomotiv Mosca        | PL                     | 23         | 5          | KR              | 1               | 1               | UCL                | 5                  | 0                  | SR          | 1           | 0           | 30     | 6      |
| 2020-2021              | Lokomotiv Mosca        | PL                     | 20         | 1          | KR              | 2               | 0               | UCL                | 3                  | 1                  | SR          | 1           | 0           | 26     | 2      |
| Totale Lokomotiv Mosca | Totale Lokomotiv Mosca | Totale Lokomotiv Mosca | 83         | 11         |                 | 10              | 3               |                    | 23                 | 1                  |             | 3           | 0           | 119    | 15     |
| 2021-2022              | Al-Ra'ed               | PSL                    | 22         | 6          | KCC             | 1               | 0               | -                  | -                  | -                  | -           | -           | -           | 23     | 6      |
| Totale carriera        | Totale carriera        | Totale carriera        | 341        | 78         |                 | 60              | 18              |                    | 34                 | 1                  |             | 3           | 0           | 442    | 97     |

### Cronologia presenze e reti in nazionale
| Cronologia completa delle presenze e delle reti in nazionale ― Portogallo | Cronologia completa delle presenze e delle reti in nazionale ― Portogallo | Cronologia completa delle presenze e delle reti in nazionale ― Portogallo | Cronologia completa delle presenze e delle reti in nazionale ― Portogallo | Cronologia completa delle presenze e delle reti in nazionale ― Portogallo | Cronologia completa delle presenze e delle reti in nazionale ― Portogallo | Cronologia completa delle presenze e delle reti in nazionale ― Portogallo | Cronologia completa delle presenze e delle reti in nazionale ― Portogallo |
| Data                                                                      | Città                                                                     | In casa                                                                   | Risultato                                                                 | Ospiti                                                                    | Competizione                                                              | Reti                                                                      | Note                                                                      |
| ------------------------------------------------------------------------- | ------------------------------------------------------------------------- | ------------------------------------------------------------------------- | ------------------------------------------------------------------------- | ------------------------------------------------------------------------- | ------------------------------------------------------------------------- | ------------------------------------------------------------------------- | ------------------------------------------------------------------------- |
| 11-9-2012                                                                 | Braga                                                                     | Portogallo                                                                | 3 – 0                                                                     | Azerbaigian                                                               | Qual. Mondiali 2014                                                       | -                                                                         | 87’                                                                       |
| 12-10-2012                                                                | Mosca                                                                     | Russia                                                                    | 1 – 0                                                                     | Portogallo                                                                | Qual. Mondiali 2014                                                       | -                                                                         | 75’                                                                       |
| 16-10-2012                                                                | Porto                                                                     | Portogallo                                                                | 1 – 1                                                                     | Irlanda del Nord                                                          | Qual. Mondiali 2014                                                       | -                                                                         | 74’                                                                       |
| 14-11-2012                                                                | Libreville                                                                | Gabon                                                                     | 2 – 2                                                                     | Portogallo                                                                | Amichevole                                                                | -                                                                         | 55’                                                                       |
| 6-2-2013                                                                  | Guimarães                                                                 | Portogallo                                                                | 2 – 3                                                                     | Ecuador                                                                   | Amichevole                                                                | -                                                                         | 62’                                                                       |
| 11-10-2013                                                                | Lisbona                                                                   | Portogallo                                                                | 1 – 1                                                                     | Israele                                                                   | Qual. Mondiali 2014                                                       | -                                                                         | 87’                                                                       |
| 31-5-2014                                                                 | Oeiras                                                                    | Portogallo                                                                | 0 – 0                                                                     | Grecia                                                                    | Amichevole                                                                | -                                                                         | 65’                                                                       |
| 6-6-2014                                                                  | Foxborough                                                                | Messico                                                                   | 0 – 1                                                                     | Portogallo                                                                | Amichevole                                                                | -                                                                         | 64’                                                                       |
| 16-6-2014                                                                 | Salvador                                                                  | Germania                                                                  | 4 – 0                                                                     | Portogallo                                                                | Mondiali 2014 - 1º turno                                                  | -                                                                         | 28’                                                                       |
| 22-6-2014                                                                 | Manaus                                                                    | Stati Uniti                                                               | 2 – 2                                                                     | Portogallo                                                                | Mondiali 2014 - 1º turno                                                  | -                                                                         | 16’                                                                       |
| 26-6-2014                                                                 | Brasilia                                                                  | Portogallo                                                                | 2 – 1                                                                     | Ghana                                                                     | Mondiali 2014 - 1º turno                                                  | -                                                                         | 69’                                                                       |
| 7-9-2014                                                                  | Aveiro                                                                    | Portogallo                                                                | 0 – 1                                                                     | Albania                                                                   | Qual. Euro 2016                                                           | -                                                                         |                                                                           |
| 11-10-2014                                                                | Saint-Denis                                                               | Francia                                                                   | 2 – 1                                                                     | Portogallo                                                                | Amichevole                                                                | -                                                                         | 68’                                                                       |
| 14-10-2014                                                                | Copenaghen                                                                | Danimarca                                                                 | 0 – 1                                                                     | Portogallo                                                                | Qual. Euro 2016                                                           | -                                                                         | 77’                                                                       |
| 14-11-2014                                                                | Faro                                                                      | Portogallo                                                                | 1 – 0                                                                     | Armenia                                                                   | Qual. Euro 2016                                                           | -                                                                         | 56’                                                                       |
| 18-11-2014                                                                | Manchester                                                                | Argentina                                                                 | 0 – 1                                                                     | Portogallo                                                                | Amichevole                                                                | -                                                                         | 46’                                                                       |
| 31-3-2015                                                                 | Estoril                                                                   | Portogallo                                                                | 0 – 2                                                                     | Capo Verde                                                                | Amichevole                                                                | -                                                                         | 64’                                                                       |
| 16-6-2015                                                                 | Ginevra                                                                   | Italia                                                                    | 0 – 1                                                                     | Portogallo                                                                | Amichevole                                                                | 1                                                                         |                                                                           |
| 4-9-2015                                                                  | Lisbona                                                                   | Portogallo                                                                | 0 – 1                                                                     | Francia                                                                   | Amichevole                                                                | -                                                                         |                                                                           |
| 7-9-2015                                                                  | Elbasan                                                                   | Albania                                                                   | 0 – 1                                                                     | Portogallo                                                                | Qual. Euro 2016                                                           | -                                                                         | 76’                                                                       |
| 11-10-2015                                                                | Belgrado                                                                  | Serbia                                                                    | 1 – 2                                                                     | Portogallo                                                                | Qual. Euro 2016                                                           | -                                                                         | 57’                                                                       |
| 25-3-2016                                                                 | Leiria                                                                    | Portogallo                                                                | 0 – 1                                                                     | Bulgaria                                                                  | Amichevole                                                                | -                                                                         | 81’                                                                       |
| 29-3-2016                                                                 | Leiria                                                                    | Portogallo                                                                | 2 – 1                                                                     | Belgio                                                                    | Amichevole                                                                | -                                                                         | 61’                                                                       |
| 29-5-2016                                                                 | Porto                                                                     | Portogallo                                                                | 3 – 0                                                                     | Norvegia                                                                  | Amichevole                                                                | 1                                                                         |                                                                           |
| 2-6-2016                                                                  | Londra                                                                    | Inghilterra                                                               | 1 – 0                                                                     | Portogallo                                                                | Amichevole                                                                | -                                                                         | 90’                                                                       |
| 8-6-2016                                                                  | Lisbona                                                                   | Portogallo                                                                | 7 – 0                                                                     | Estonia                                                                   | Amichevole                                                                | 1                                                                         | 59’                                                                       |
| 14-6-2016                                                                 | Saint-Etienne                                                             | Portogallo                                                                | 1 – 1                                                                     | Islanda                                                                   | Euro 2016 - 1º turno                                                      | -                                                                         | 84’                                                                       |
| 18-6-2016                                                                 | Parigi                                                                    | Portogallo                                                                | 0 – 0                                                                     | Austria                                                                   | Euro 2016 - 1º turno                                                      | -                                                                         | 83’                                                                       |
| 10-7-2016                                                                 | Saint-Denis                                                               | Portogallo                                                                | 1 – 0                                                                     | Francia                                                                   | Euro 2016 - Finale                                                        | 1                                                                         | 79’                                                                       |
| 1-9-2016                                                                  | Porto                                                                     | Portogallo                                                                | 5 – 0                                                                     | Gibilterra                                                                | Amichevole                                                                | -                                                                         | 46’                                                                       |
| 6-9-2016                                                                  | Basilea                                                                   | Svizzera                                                                  | 2 – 0                                                                     | Portogallo                                                                | Qual. Mondiali 2018                                                       | -                                                                         | 46’                                                                       |
| 10-10-2016                                                                | Tórshavn                                                                  | Fær Øer                                                                   | 0 – 6                                                                     | Portogallo                                                                | Qual. Mondiali 2018                                                       | -                                                                         | 80’                                                                       |
| 28-3-2017                                                                 | Funchal                                                                   | Portogallo                                                                | 2 – 3                                                                     | Svezia                                                                    | Amichevole                                                                | -                                                                         | 46’                                                                       |
| 14-10-2018                                                                | Londra                                                                    | Scozia                                                                    | 1 – 3                                                                     | Portogallo                                                                | Amichevole                                                                | 1                                                                         |                                                                           |
| 20-11-2018                                                                | Guimarães                                                                 | Portogallo                                                                | 1 – 1                                                                     | Polonia                                                                   | UEFA Nations League 2018-2019 - 1º turno                                  | -                                                                         | 87’                                                                       |
| Totale                                                                    |                                                                           | Presenze                                                                  | 35                                                                        |                                                                           | Reti                                                                      | 5                                                                         |                                                                           |

## Palmarès

### Club
- Coppa del Portogallo: 1

Académica: 2011-2012
- Coppa di Lega portoghese: 1

Braga: 2012-2013
- Campionato russo: 1

Lokomotiv Mosca: 2017-2018
- Coppa di Russia: 2

Lokomotiv Mosca: 2018-2019, 2020-2021
- Supercoppa di Russia: 1

Lokomotiv Mosca: 2019

### Nazionale
- Campionato d'Europa: 1

Francia 2016